# 贡纳尔·奥尔松 (1908年)
贡纳尔·奥尔松（瑞典語：Gunnar Olsson，1908年7月19日—1974年9月27日），瑞典男子足球运动员，司职前锋，所属俱乐部是加爾斯。他曾代表瑞典国家队参加1934年国际足联世界杯，结果队伍获得第八名。